# Moglie e marito
Moglie e marito è un film italiano del 2017 diretto da Simone Godano.
Il film ha ottenuto una candidatura come migliore commedia ai Nastri d'argento 2017.

## Trama
Andrea, medico di bell'aspetto, e Sofia, affascinante conduttrice televisiva, sono sposati da diversi anni con due figli. In seguito a diversi litigi i due arrivano a pensare al divorzio.
Una sera Andrea lavora a una ricerca scientifica con l'amico e collega Michele: una macchina capace di trasmettere i pensieri. Mentre prova la macchina insieme a Sofia, per via di un cortocircuito marito e moglie si scambiano di corpo: Andrea, nel corpo della moglie, si trova così a dover affrontare le sfide del telegiornalismo, alle prese con rivalità sul posto di lavoro e una scarsissima conoscenza dell'etichetta femminile; mentre Sofia, entrata nella mente di Andrea, deve affrontare i problemi del reparto di neurochirurgia dove lavora il marito e riuscire a relazionarsi con persone a lei totalmente sconosciute, in primis l'amico Michele. La prima giornata è disastrosa, ma i due coniugi vengono a sapere cose che l'altro aveva nascosto: Sofia, dal comportamento della babysitter dei figli, sospetta infondatamente una sua relazione con Andrea, subito smentita da lui.
Nei giorni successivi Sofia consegna in buona fede a Brancati, collega e avversario del marito e di Michele, sia tutti i risultati della ricerca, sia la macchina realizzata dai due, che gli avrebbe assicurato cospicui finanziamenti per le loro ricerche. Dopo un riavvicinamento, Andrea scopre tramite flashback che la moglie aveva portato ad un avvocato divorzista degli estratti di conti a lui intestati. Deluso dal comportamento della moglie, Andrea - nel corpo di Sofia - decide quindi di lasciare la casa e si reca da Michele: quest'ultimo non crede alla versione dei fatti che gli viene raccontata, ma decide di accettarla in casa propria nonostante consideri Sofia una squilibrata. Tramite altri flashback, i due coniugi si riconciliano, riuscendo a recuperare in extremis la stima del primario di neurologia e l'assegno di ricerca, mentre Andrea, con un appassionato discorso contro i canoni del comportamento e dell'immagine femminile imposti alla donna, riesce a ripristinare la stima professionale verso la moglie, da lui compromessa sia per la schiettezza nel parlare, sia per la mancanza di femminilità. I due coniugi, ormai del tutto riappacificati, riescono a scambiarsi nuovamente le identità, o forse no: nell'ultima scena, infatti, dopo che il figlio maggiore chiama la madre, si girano entrambi, dando l'impressione che l'effeminatezza che caratterizzava Andrea durante lo scambio e la mascolinità di Sofia non siano sparite.

## Distribuzione
Il film, prodotto da Matteo Rovere per Groenlandia e Roberto Sessa per Picomedia, oltre alla Warner Bros., è stato distribuito dalla Warner Bros. Italia.